# Circolo Dante
Il Circolo Dante è stata un'associazione composta da vari scrittori statunitensi.

## Storia
Intorno al 1862, Henry Wadsworth Longfellow diede vita, insieme ai letterati James Russell Lowell, Oliver W. Holmes e George Washington Greene al cosiddetto "Circolo Dante", atto a promuovere la conoscenza della Divina Commedia di Dante Alighieri negli Stati Uniti. Longfellow avrebbe portato a termine insieme a tale cenacolo di intellettuali la prima traduzione statunitense dell'opera in lingua inglese nel 1867.
Longfellow passò diversi anni a tradurre la Divina Commedia. Per farsi aiutare a perfezionare la traduzione e correggere le bozze, invitava gli amici a incontri settimanali ogni mercoledì, iniziando nel 1864. Il "Dante Club", come tale gruppo di intellettuali era chiamato, includeva anche William Dean Howells, Charles Eliot Norton e altri ospiti occasionali.
Da allora il successo dell'opera di Dante in America fu costante ed in seguito il Circolo diventò la "Dante Society", una delle più famose associazioni di dantisti nel mondo.

## Curiosità
Il Circolo Dante è il protagonista assoluto del primo romanzo di Matthew Pearl, intitolato infatti Il Circolo Dante (The Dante Club, 2003). Secondo la trama del libro, i membri del Circolo dovranno scoprire chi è l'assassino dei brutali omicidi (ispirati alle sofferenze dei dannati nell'Inferno dantesco) che si susseguono, nel 1865, a Boston.